# My3
My3 – polski zespół muzyczny wykonujący muzykę rozrywkową skierowaną do dzieci i młodzieży, utworzony w 2017. Pierwotnie w skład tria wchodziły: Julia „Julka” Trojanowska, Natalia „Natka” Klewicz i Karolina „Gefi” Rozum (wcześniej występująca pod nazwiskiem Gefert). 10 marca 2023 został ogłoszony nowy skład My3, weszły do niego Aleksandra „Sandi” Brzuszkiewicz, Aleksandra „Ola” Gwazdacz i Amelia „Amelia” Kuształa które to działały w zespole do 13 czerwca 2025 roku. 
W latach 2017–2018 na antenie Telewizji Polsat emitowany był program o tej samej nazwie, prowadzony przez członkinie grupy.

## Nazwa zespołu
Nazwa zespołu My3 pochodzi z tłumaczenia na język polski nazwy Wir 3 używanej w latach 2007–2010 przez niemiecki odpowiednik zarówno wspomnianego dziewczęcego tria z Polski, jak i działającego na tej samej zasadzie zespołu K3 z Belgii i Holandii. W skład wspomnianego, niemieckiego tria posługującego się nazwą Wir 3 wchodziły Lina Sasnauskaite, Linda Hesse i Vera Huebner.

## Historia zespołu

### 2017: Powstanie grupy i program telewizyjny
Skład zespołu wyłoniony został podczas castingu organizowanego przez agencję producencką Tako Media. Zespół powstał 11 października 2017 roku, choć proces formowania się składu grupy trwał od stycznia aż do 25 czerwca 2017 roku. W dniu założenia zespołu ukazał się również jego debiutancki singiel, zatytułowany Mammaje, który ciągu siedmiu miesięcy od premiery osiągnął ponad milion wyświetleń na YouTube. Najpopularniejszym utworem zespołu w sieci jest piosenka „Szkolna sympatia”, która liczy ponad 15 milionów wyświetleń w serwisie YouTube (stan na lipiec 2025). We wrześniu wokalistki zadebiutowały w zestawieniu dwudziestu najchętniej oglądanych teledysków na platformie Vevo.
11 listopada 2017 na antenie telewizji Polsat zadebiutował program My3 prowadzony przez członkinie zespołu. Celem programu było inspirowanie dzieci do odkrywania świata, poszukiwania autorytetów oraz rozwijania pasji i czerpania z niej radości. Program zawierał stałe elementy, takie jak ćwiczenia sportowe i taneczne, przygotowanie prostych i zdrowych posiłków, nauka rysowania, rozwiązywanie codziennych dylematów, rozmowy z gośćmi, doświadczenia naukowe oraz propozycje zabaw dla najmłodszych. Emitowane były też teledyski zespołu. Producentem wykonawczym programu była Tako Media. Czołówką programu była piosenka My3 (pochodząca z debiutanckiej płyty zespołu) i nagrany do niej w studio programu teledysk.

### Od 2018: Debiut fonograficzny, zawieszenie programu
26 stycznia 2018 nakładem wydawnictwa Universal Music Polska ukazał się debiutancki album grupy, zatytułowany My3, który został wydany w wersji zwyczajnej i rozszerzonej, zawierającej dodatkową płytę z wersjami instrumentalnymi utworów oraz gadżety promujące zespół. W lutym 2019 roku album uzyskał status złotej płyty.
Od 16 kwietnia 2018 na oficjalnym, blogowym kanale zespołu w serwisie YouTube zaczęto regularnie publikować 30–50 minutowe transmisje na żywo, realizowane kilka razy w miesiącu – najczęściej w poniedziałki. Podczas tych transmisji członkinie zespołu przekazywały bieżące informacje o działalności zespołu (m.in. terminach koncertów, wydarzeniach z życia zespołu, nowościach w mediach społecznościowych oraz planach związanych z programem telewizyjnym). Umożliwiano również kontakt z fanami i odpowiadano na ich pytania, co sprzyjało budowaniu relacji i zaangażowania odbiorców. Spotkania były częścią serii Q&A, w ramach której fani zespołu mogli zadawać pytania członkiniom zespołu.
25 maja 2018 premierę miała druga płyta studyjna grupy, pt. Podróż w czasie, na której znalazły się trzy autorskie utwory i covery siedmiu polskich przebojów w nowych aranżacjach. Pierwszym singlem promującym album był utwór „Pidżama Party” z 28 kwietnia 2018, do którego powstał teledysk. 2 czerwca 2018 wokalistki wraz z innymi polskimi artystami wystąpiły na specjalnym koncercie w Gdańsku. Koncert ten był transmitowany przez telewizję Polsat.
Jesienią 2018 poinformowano o zawieszeniu programu telewizyjnego My3. Powrót programu na antenę był planowany na jesień 2019, jednak do powrotu programu nie doszło.
2 listopada 2018 ukazał się trzeci album studyjny grupy, zatytułowany 3.
Kolejny, czwarty, album pt. Za3majMY Radość miał premierę 31 maja 2019. Promował go singiel „Różowe Okulary”, nagrany wspólnie z Anią Wyszkoni i jej córką Polą. Na albumie znalazły się również covery, w tym utwór Roksany Węgiel „Anyone I Want to Be” w wykonaniu wokalistek zespołu My3.
31 lipca 2019 potwierdzono udział zespołu w młodzieżowym filmie Jestem M. Misfit, który był ich aktorskim debiutem. Film ten trafił do kin 8 listopada, a wokalistki zespołu zagrały w nim siebie jako uczennice szkoły, do której uczęszcza główna bohaterka produkcji grana przez blogerkę i wokalistkę Sylwię Lipkę. W filmie użyto również nazwy My3 do określenia jednego ze szkolnych teamów, które tworzą wokalistki zespołu.
16 sierpnia 2019 My3 wraz z innymi młodymi polskimi artystami wystąpiło na deskach Opery Leśnej w Sopocie podczas koncertu „Young Choice Awards” stanowiącym czwarty dzień Sopot Top of The Top Festival. Koncert ten w przeciwieństwie do poprzednich części festiwalu nie był transmitowany w telewizji, lecz z opóźnieniem w internecie.
Jesienią zespół postawił szerzej na aktywność w sieci publikując między innymi na Youtube dwa filmy fabularne – w tym parodię komedii „Kevin sam w domu”, w którym jedna z członkiń (Karolina „Gefi” Gefert) wystąpiła w roli głównej i w roli samej siebie, a dwie pozostałe członkinie obok samych siebie zagrały też rolę złodziejek nawiedzających dom bohaterki produkcji.

### 2020: Obóz My3Camp, zakończenie działalności zespołu i pożegnalna trasa koncertowa
Podczas ferii zimowych zespół dwukrotnie zorganizował w Węgierskiej Górce dla swoich fanów obóz „My3Camp”, na którym dzieci i młodzież mogły połączyć wypoczynek z bliższym poznaniem zespołu, a także zabawą z nim podczas kilkudniowego turnusu.
5 lutego 2020 członkinie zespołu ogłosiły zakończenie działalności z dniem 1 maja 2020. Do tego czasu miała się odbyć miejsce pożegnalna trasa koncertowa „Przyjaciółki na zawsze”, której towarzyszyć miały niespodzianki i wspomnienia w mediach społecznościowych i na YouTube. Decyzja o rozwiązaniu zespołu wywołała znaczne poruszenie i smutek w komentarzach pod materiałem pożegnalnym. W związku z pandemią COVID-19 pożegnalna trasa została przełożona najpierw na wrzesień, a ostatecznie – 28 sierpnia 2020 – odwołana całkowicie. Ostatecznie działalność zespołu zakończyła się 1 września 2020 roku.

### 2021: Duet Twenty i działalność solowa Karoliny „Gefi” Gefert
1 października 2020 roku, równo miesiąc po rozpadzie zespolu, powstał duet Twenty działający z inicjatywy Julii Trojanowskiej i Natalii Klewicz. Powstanie tego projektu zostało ogłoszone zarówno na profilu duetu jak i używanych już w czasie istnienia My3 prywatnych profilach wokalistek. W celu utworzenia projektu wokalistki Julia Trojanowska i Natalia Klewicz przeprowadziły się z Wrocławia do Warszawy. Menadżerką projektu została dziennikarka Radia Eska Kamila Ryciak współpracująca z Twenty jeszcze w czasach My3 z ramienia wytwórni Universal Music Polska.
30 kwietnia 2021 roku miała miejsce premiera pierwszej piosenki Twenty, „Ten Facet”, do której teledysk powstał we współpracy z Dominiką Klewicz (siostrą Natalii Klewicz) oraz influecerami takimi jak chociażby Julia Chatys. Kolejnym teledyskiem, przy którym Twenty współpracowało z influecerami, był ten do piosenki „I Love Summer”. Miał on premierę 6 sierpnia 2021 roku.
Piosenka „I Love Summer”, do której słowa i scenariusz teledysku napisały same wokalistki, powstała we współpracy z wokalistą i producentem muzycznym Mikiem Johnsonem. Od września 2021 Julię Trojanowską można było oglądać w serialu telewizji Polsat Kuchnia w roli Aleksandry Bubki – będącej kelnerką w serialowej restauracji Claude Monet. Za serial ten odpowiada agencja producencka Polot Media Sp. z o.o. Sp. k. odpowiadająca wcześniej (jeszcze pod nazwą Tako Media) zarówno za zespół i program telewizyjny My3, jak i film Jestem M. Misfit, w którym obie wokalistki duetu Twenty wraz z Karoliną „Gefi” Gefert brały udział. W międzyczasie istnienia projektu swoich koleżanek Gefert skupiła się bardziej na swojej działalności w mediach społecznościowych i serwisie YouTube, a także materiały zbliżone formatem do tego treści przedstawianych przez zespół My3 w czasie jego działalności.
7 stycznia 2022 roku w serwisie Youtube ukazał się debiutancki singiel Karoliny „Gefi” Gefert pt. „Moment” wydany pod szyldem wydawnictwa MyMusic. Making Of do towarzyszącego piosence „Moment” pojawił się na kanale jego autorki pod koniec marca 2022 roku.
9 lutego 2022 roku Natalia Klewicz wydała swoją debiutancką powieść pt. Czy to sen?, której bohaterka zmaga się z problemem depresji.

### Od 2022: Reaktywacja zespołu
W dniu 21 grudnia 2022 roku, po trzyletniej przerwie, zespół wznowił aktywność w mediach społecznościowych. Dzień później ogłoszono casting mający za zadanie wyłonienie nowego składu. Równocześnie opublikowano materiał filmowy, w którym dotychczasowe członkinie zespołu opowiedziały o wydarzeniach z ostatnich trzech lat. Wyniku castingu zostały ogłoszone w mediach społecznościowych 10 marca 2023 roku. Nowy skład zespołu utworzyły Aleksandra Brzuszkiewicz, Aleksandra Gwazdacz i Amelia Kuształa, wcześniej znane z programu The Voice Kids. Sceniczny debiut nowego składu, połączony z pożegnaniem poprzedniego, miał miejsce w kwietniu 2023 roku podczas trasy koncertowej pt. „My3 Show" obejmującej kilka polskich miast.
Wraz z reaktywacją zespołu zmianie uległ jego organizator: tak funkcję producenta przejęła od agencji Polot Media firma June Production, założona z inicjatywy byłych członkiń zespołu, Julii Trojanowskiej i Natalii Klewicz, które objęły stanowiska producentek.
Nowym menadżerem zespołu został Kamil Bernacki, a za organizację koncertów odpowiadała firma Ten Fajny Managment.

### Od 2025: Powrót pierwotnego składu zespołu
Od dnia 9 lutego 2025 roku nastąpiła istotna zmiana w komunikacji zespołu w mediach społecznościowych – z materiałów zniknęły członkinie nowego składu (ostatni materiał z udziałem jednej z nich, Amelii Kuształy, opublikowano 27 stycznia 2025 roku). Zostały one zastąpione przez pierwotne członkinie projektu – Julię Trojanowską i Natalię Klewicz. W dniu 1 czerwca 2025 roku, podczas koncertu w Łańcucie, zespół My3 wystąpił w swoim pierwszym, oryginalnym składzie (włącznie z Karoliną Rozum-Gefert pojawienie się na scenie obok jej koleżanek miało charakter niespodzianki dla fanów zespołu), tym samym formalnie powracając do działalności w pierwotnej formie.
13 czerwca 2025 roku członkinie drugiej generacji składu My3 (Aleksandra „Sandi" Brzuszkiewicz), Aleksandra Gwazdacz i Amelia Kuształa) poinformowały na swoich social mediach o końcu działalności w ramach zespołu.

## Porównania do zagranicznego zespołu K3
Powstanie zespołu My3 inspirowane było istnieniem belgijsko-niderlandzkiego zespołu K3. Kilka lat przed powstaniem polskiej grupy istniały także lokalne wersje zespołu K3 na terenach Wielkiej Brytanii, Republiki Południowej Afryki i Niemczech które to skupiały się przede wszystkim na tłumaczeniu piosenek zespołu K3 na rodzime języki, co nie przyniosło sukcesu i powstałe zespoły istniały maksymalnie 3 lata. W Polsce zastosowano inną metodę, polegającą na powstaniu odrębnych piosenek dla polskich odbiorców zespołu choć w teledyskach niektórych piosenek były odniesienia (w postaci chociażby scenografii) do tych nagranych przez zespół K3. Dodatkowo piosenka „Mammaje” posiada zbliżoną nazwę do „Mamase”, a więc utworu belgijsko-niderlandzkiego zespołu My3. Producenta i twórcę zespołu My3, wrocławskie przedsiębiorstwo Tako Media (obecnie działające pod nazwą Polot Media), wspierało belgijsko-niderlandzkie Studio 100, odpowiedzialne za działalność zespołu K3 czy na przykład istnienie niemieckiej wersji tej formacji czyli Wir 3.
W wywiadzie dla belgijskiej telewizji VTM przedstawiciel Studia 100, Jan Pieter Boodts, potwierdził prowadzenie rozmów nad powstaniem zespołu My3 z polską stroną.
Również program telewizyjny „My3” ma swoje korzenie w jednym z innych krajów – powstał on na bazie emitowanego w Belgii popularnego programu „Iedereen K3”. emitowanego przez telewizję VTM.

## Dyskografia

### Albumy studyjne
- My3 (2017)
- Podróż w czasie (2018)
- 3 (2018)
- Za3majmy radość (2019)

### Single
- 2017 – „Mammaje”
- 2017 – „Szkolna Sympatia”
- 2017 – „Kolorów Świat”
- 2017 – „Babcia”
- 2017 – „Z nami tańcz”
- 2017 – „Kosmos”
- 2017 – „Heyo Heyo!”
- 2017 – „Drodzy rodzice”
- 2018 – „Wakacyjne Reggae”
- 2018 – „My3”
- 2018 – „Tęcza”
- 2018 – „Pidżama Party”
- 2018 – „Księżniczka”
- 2018 – „Latający Dywan”
- 2018 – „Anioły”
- 2018 – „Piękny Dzień”
- 2018 – „Tu I Teraz”
- 2018 – „IBFF”
- 2018 – „Przed Siebie”
- 2018 – „Światło”
- 2018 – „Jak Gwiazda”
- 2018 – „Przy mnie bądź”
- 2018 – „Czarodzieje”
- 2018 – „To Jest Mój Dom”
- 2018 – „Dżungla”
- 2018 – „Święta Święta”
- 2019 – „Różowe Okulary” (z gościnnym udziałem Ani Wyszkoni i jej córki Poli)
- 2019 – „Twoje Słodkie Urodziny”
- 2019 – „Pierwszy dzień w szkole”
- 2019 – „Latawce”
- 2019 – „Duże Dzieci”

### Covery
- 2018 – „Chodź pomaluj mój świat”
- 2018 – „Odpływają Kawiarenki”
- 2018 – „Ciągle Pada”
- 2018 – „Konik na biegunach”
- 2018 – „Parostatek”
- 2018 – „Stan pogody”
- 2018 – „Wszystko się może zdarzyć”
- 2019 – „Czy ten pan i pani”
- 2019 – „Łowcy Gwiazd”
- 2019 – „Weź nie pytaj”
- 2019 – „Anyone I want to be”
- 2019 – „Tak smakuje życie”